# Mathieu Tonetti
Pour les articles homonymes, voir Tonetti.
Mathieu Tonetti, né le 4 juillet 1976) est un réalisateur de clips français.

## Biographie
Il grandit à l’étranger et contracte la malaria cérébrale. 

## Filmographie

### Série télévisée
- 2016 : A girl is a gun[4]

### Documentaire
- 2003 : Airstrike

### Cinéma
Courts métrages
- 2004 : Le Fils débile et ses parents moutons
- 2011 : Bombay Beach

### Clips
- Z-M
- 2001 : Cosmo Vitelli, Party day
- 2001 : Sébastien Tellier, L'incroyable vérité
- 2003 : Vicarious Bliss, Theme from Vicarious Bliss
- 2004 : Air, Alpha Beta Gaga
- 2004 : Phoenix, Run Run Run
- 2007 : Air, Once Upon a Time
- 2007 : Daft Punk's Electroma
- 2008 : Benjamin Diamond, Same All Things
- 2009 : Demis Roussos, September
- 2010 : The Magic Numbers, This is a song
- 2010 : The Music, Bleed from within
- 2012 : Sébastien Tellier, Universe, My god is blue
- 2013 : Hypnolove, Winter in the sun

## Expositions
2009
- Phantom of the Crothera, Crothers Hall, Stanford, Californie.
- Fotokopisusu, PKBB, Jakarta, Indonésie.
- Fotobiscotti, Yoshida Haus, Koenji, Tokyo, Japon.

2010
- Rancho Mirage, Freak City, Los Angeles, Curator : Rick Ross.
- The Tangible Ephemerides of the Ha-Ha Preterite,
- Photo-Levallois, Paris, France.
- Make Art, Poitiers, France.
- szendvics, Begec Festival, Novi Sad, Serbie.
- Laptopogram, @party, Harvard, Massachusetts, USA.
- Il Lampeggiatore, Spazio XYZ, Treviso, Italie.

2011
- Dystopia, CAPC, Bordeaux. Curators : Alexis Vaillant et Mark von Schlegel.
- Don't be cruel, galerie Vanessa Quang, Paris, Curator : Anaïd Demir.
- Electropixel, Nantes, France.
- Principio Potosi, Museo Nacional de Arte, La Paz, Bolivie.
- Alla Utilizan Quirquiña, Museo de Arte Contemporaneo, Santa Cruz, Bolivie.
- Anim/a/l/e, La Manzana, Santa Cruz, Bolivie.

2012
- My god is blue, galerie Chappe, Paris

## Ateliers et conférences
- Cómo Construir Una Cámara?, La Paz, Bolivie
- Fatto Foto? : Fotografia nell’era di Internet, Fondazione Buziol, Venice, Italie.

## Résidences
- Rijksakademie van beeldende kunsten, Hollande, 2012.
- Kiosko, Santa Cruz de La Sierra, Bolivie, 2011.
- IBM Tokyo, Japon, 2008.
- Max Planck Institute for Linguistic Anthropology, Jakarta, Indonésie, 2007.
- Max Planck Institute for Biological Cybernetics, Tübingen, Allemagne, 2007